# Ký hiệu sừng

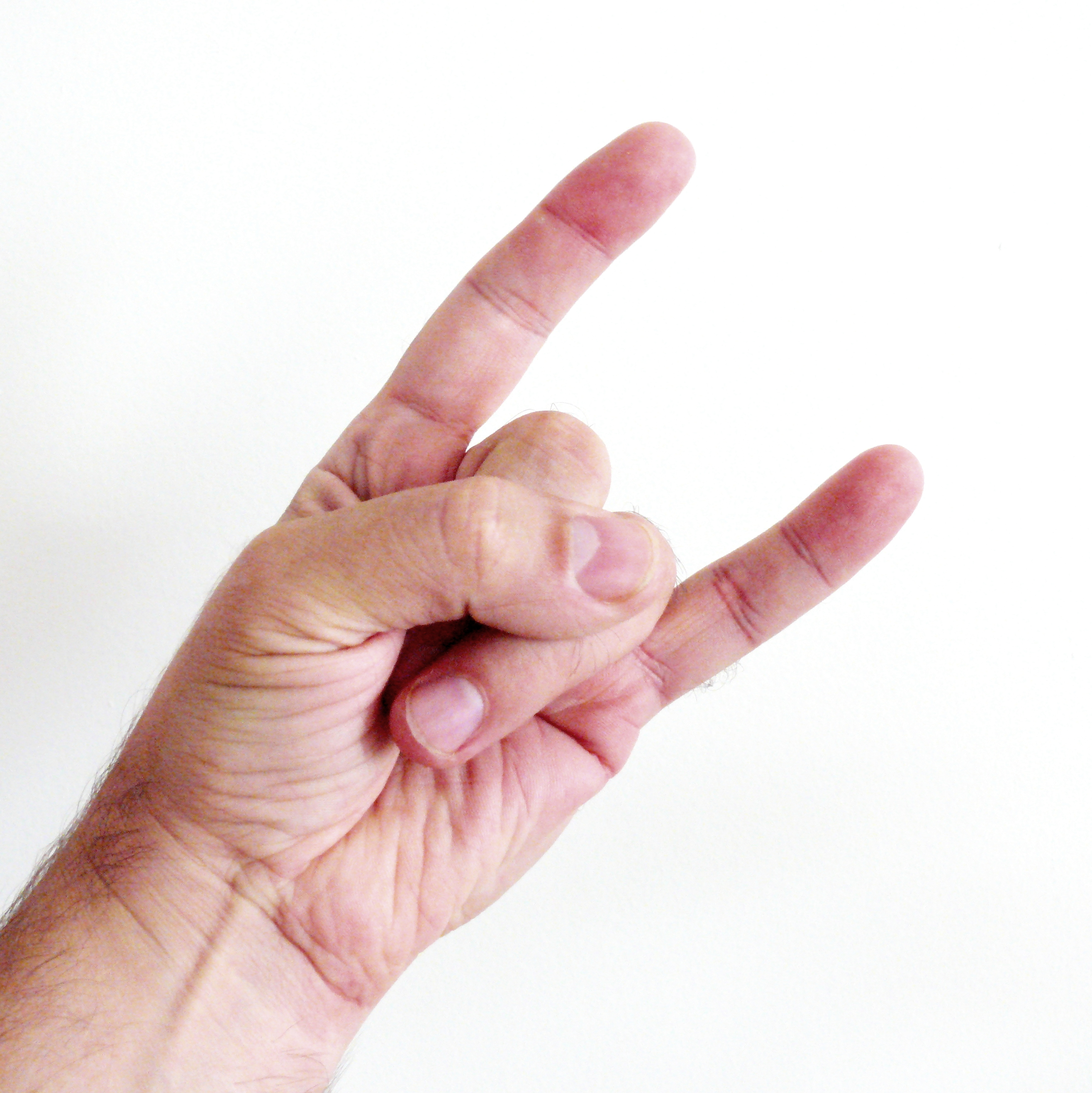
Cách thể hiện động tác ký hiệu sừng.

Ký hiệu sừng (tiếng Anh: sign of the horns) là một động tác bằng tay mang nhiều hàm ý và sử dụng trong nhiều nền văn hóa. Cách làm động tác này là chĩa hai ngón trỏ và ngón út lên, đồng thời khép hai ngón giữa và ngón áp út sao cho bằng với ngón cái.

## Ý nghĩa tôn giáo và mê tín

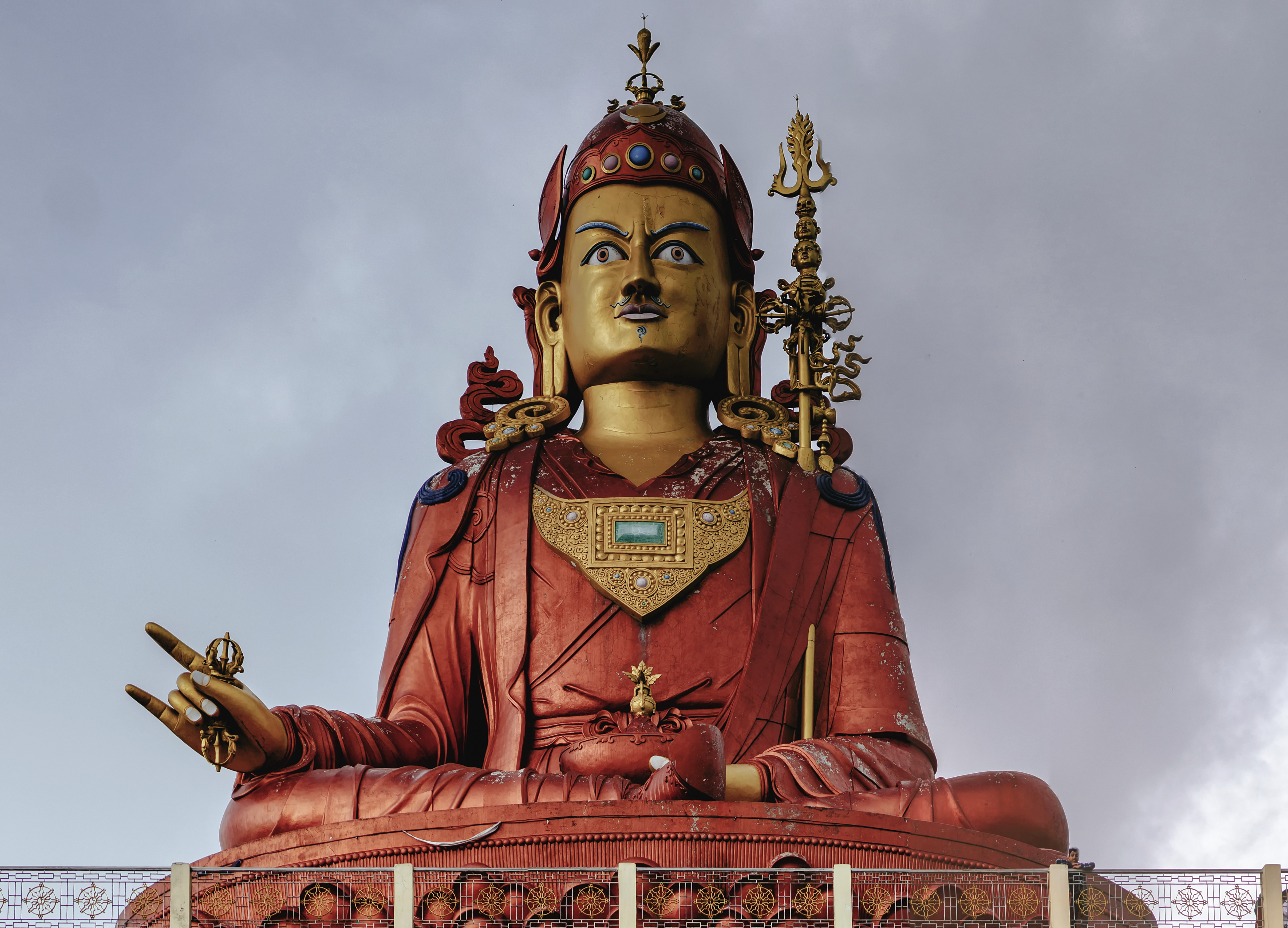
Liên Hoa Sinh, vị tổ sáng lập Phật giáo Tây Tạng thể hiện động tác Karana Mudrā. Bức tượng hiện nằm ở Namchi, Ấn Độ.

Trong bộ môn Hatha yoga, một động tác tay tương tự (dùng đầu của ngón giữa và ngón áp út chạm vào ngón cái) còn được gọi là Apāna Mudrā, một động tác được tin là giúp trẻ hóa cơ thể. Trong các hình thái múa cổ truyền Ấn Độ, nó tượng trưng cho sư tử. Trong Phật giáo, Karana Mudrā được xem là một động tác giải nạn nhằm trừ tà, loại trừ năng lượng tiêu cực và xua đuổi cái ác. Nó thường được tìm thấy nhiều trên các bức tượng Thích-ca Mâu-ni. Động tác còn được phát hiện ở một bức tượng Lão Tử, vị tổ sư của Đạo giáo vào thời nhà Tống trên Núi Thanh Nguyên, Trung Quốc.
Các sử dụng ký hiệu giải nạn cũng có thể hiện hữu ở Ý và các nền văn hóa Địa Trung Hải khác, khi người ta gặp phải những sự kiện không may, hoặc đơn giản là khi nhắc đến những sự kiện ấy, ký hiệu sừng có thể được dùng để xua đi điểm gở nữa. Theo truyền thống, nó còn được đối chọi hoặc xua đuổi "mắt quỷ" (malocchio trong tiếng Ý). Cụ thể ở Ý, động tác còn được gọi là corna ("sừng"). Khi các ngón chĩa xuống, đây là một động tác giải nạn phổ biến ở Địa Trung Hải, giúp người ta tìm kiếm sự bảo vệ trong những hoàn cảnh không may mắn (động tác tương đương với gõ vào gỗ của người Địa Trung Hải). Tổng thống Ý Giovanni Leone từng làm giới truyền thông giật mình, cụ thể khi ông ở Napoli trong lúc bùng phát dịch tả, ông bắt tay các bệnh nhân bằng một tay, còn tay kia ông giờ động tác corna theo kiểu mê tin, được cho là nhằm xua đuổi bệnh dịch hoặc là phản ứng khi đối mặt với điều bất hạnh như vậy. Hành động này đã được các nhà báo và nhiếp ảnh gia đứng ngay phía sau ông chụp lại, song sự thật là Tổng thống Leone không hề để ý lúc ấy.

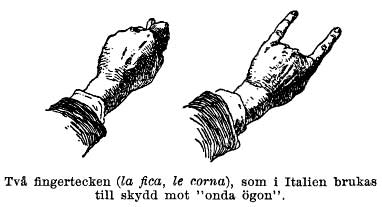
Các ký hiệu tay của người Ý: la fica và le corna được dùng để bảo vệ chống lại mắt quỷ.

Ở Ý và các vùng khác của Địa Trung Hải, động tác phải được thực hiện bằng các ngón nghiêng xuống dưới nhằm biểu hiện xua đuổi vận rủi; ở cùng khu vực và các nơi khác, động tác có thể xem là mang hàm ý khác theo hướng xúc phạm và lăng mạ nếu các ngón tay hướng lên trên hoặc nếu giơ mạnh xoay ngược về phía người đối diện.

## Động tác xúc phạm
Tại nhiều nước vùng Địa Trung Hải và Latin như Brazil, Hy Lạp, Ý, Bồ Đào Nha, Tây Ban Nha, Mexico khi giơ các ngón hướng về ai đó và xoay ngược lại, đây là ký hiệu ngụ ý cắm sừng; (tử thông dụng chỉ cắm sừng trong tiếng Ý, Hy Lạp, Tây Ban Nha, Bồ Đào Nha lần lượt là cornuto, κερατάς (keratas), cornudo và corno, nghĩa đen là "bị cắm sừng"). Trong một buổi gặp mặt của Liên minh Châu Âu vào tháng 2 năm 2002, Thủ tướng Ý Silvio Berlusconi bị chụp hình đã giơ động tác này sau lưng Josep Piqué, ngoại trưởng của Tây Ban Nha.

## Văn hóa đại chúng Bắc Âu và Bắc Mỹ

### Sử dụng bởi các nhạc sĩ và diễn viên

Bìa album Yellow Submarine của Beatles có hình John Lennon giơ ký hiệu bằng tay phải trên đầu Paul McCartney.

Bìa sau của album năm 1969 Witchcraft Destroys Minds & Reaps Souls (phát hành bởi Mercury Records) của ban nhạc psychedelic-occult rock Coven trú tại Chicago (do ca sĩ Jinx Dawson làm thủ lĩnh) là hình các thành viên của Coven giơ "ký hiệu sừng". Bắt đầu từ đầu năm 1968, trong các buổi hòa nhạc của Coven nhiều lần Dawson giơ ký hiệu này trên sân khấu. Trên bìa album Yellow Submarine (1969) của the Beatles là tranh biếm họa hình John Lennon thể hiện ký hiệu bằng tay phải trên đầu Paul McCartney. Một bộ phận người hâm mộ lý giải rằng đây là một trong nhiều manh mối được cho là chỉ vụ "Paul đã chết". Một bộ phận khác lại nghĩ rằng có thể tác giả bức họa nhầm lẫn với ký hiệu "I love you" (cả hai rất giống nhau) vốn hợp lý với thông điệp và hình ảnh mà ban nhạc muốn truyền tài tới người hâm mộ. Tuy nhiên, bức tranh biếm họa năm 1969 lại dựa trên nhiều bức hình John Lennon giơ ký hiệu bằng tay phải vào năm 1967. Một trong những bức hình chụp Lennon làm vậy xuất hiện trong bìa đĩa đơn của Beatles phát hành ngay sau đó, đánh dấu lần đầu tiên ký hiệu bằng tay phải xuất hiện trong một tác phẩm  nhạc rock.
Ký hiệu còn được sử dụng trong nhiều bộ phim điện ảnh của Disney. Có thể thấy động tác trong cảnh mở đầu mang hơi hướng Trung Cổ của bộ phim Bedknobs and Broomsticks của hãng Disney sản xuất, khi một nhân vật có chân dê đội chiếc mũ lưỡi trai đang dẫn đầu một đoàn diễu hành gồm các nhân vật có vẻ ngoài kỳ dị, thấp thoáng giơ ký hiệu. Khởi nguồn từ đầu thập niên 1970, những chiếc sừng được gọi là "ký hiệu P-Funk" bởi những người hâm mộ nhóm nhạc Parliament-Funkadelic. Hai nhạc sĩ George Clinton và Bootsy Collins còn sử dụng động tác làm mật khẩu vào Mothership, một nhân tố trung tâm trong  tác phẩm khoa học viễn tưởng thần thoại của Parliament, và các cổ động viên dùng nó để thể hiện sự nhiệt tình ủng hộ ban nhạc. Collins được cho đã giơ ký hiệu P-Funk trên bìa album Ahh... The Name Is Bootsy, Baby! (1977) của mình. Có thể thấy Frank Zappa đã làm động tác theo lối hài hước trong bộ phim năm 1979 Baby Snakes nhằm đáp lại khán giả, ông bình luận: "Đúng thế, chích hai lần". Marlon Brando vừa giơ động tác trong lúc ngân nga hát bài "Luck Be a Lady" trong bộ phim điện ảnh năm 1955 Guys and Dolls, dường như đó là ký hiệu "mắt rắn" (2) trong trò chơi tung xúc sắc mà anh đang chơi để đổi lấy linh hồn của những tay đáng bạc.

### Văn hóa heavy metal

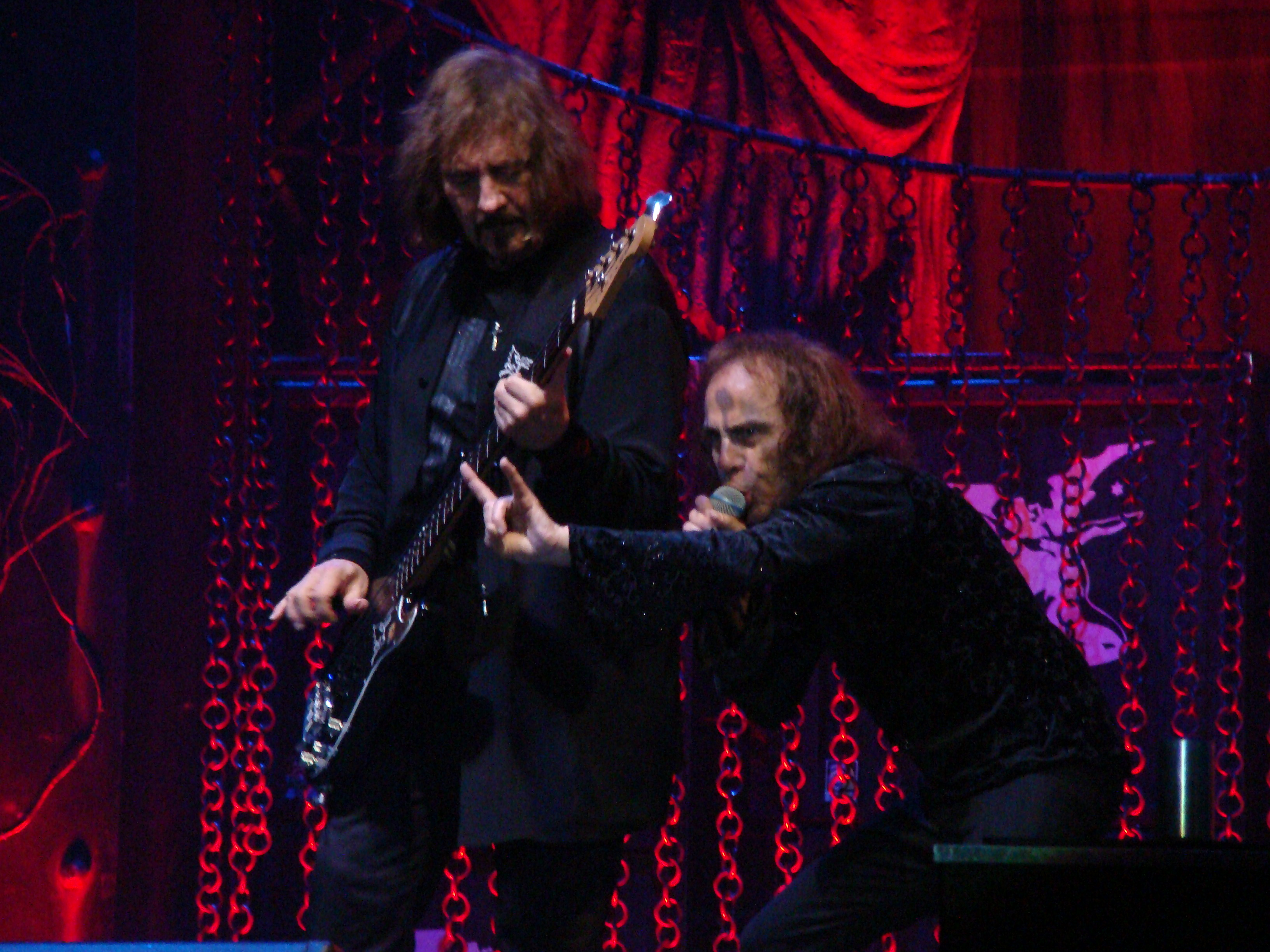
Giọng ca Ronnie James Dio (đứng bên phải) thể hiện ký hiệu tại một buổi hòa nhạc của Heaven & Hell vào năm 2009. Đứng bên trái ông là Geezer Butler. Động tác này khá thông dụng trong văn hóa heavy metal.

Ronnie James Dio được xem là người phổ biến động tác ký hiệu sừng trong nhạc heavy metal. Ông cho biết bà ngoại gốc Ý của mình sử dụng nó để xua đuổi mắt quỷ (ở Ý còn được gọi là malocchio). Dio bắt đầu dùng ký hiệu ngay sau khi gia nhập ban nhạc metal Black Sabbath vào năm 1979. Ca sĩ tiền nhiệm của ban nhạc, Ozzy Osbourne khá nổi tiếng nhờ sử dụng ký hiệu "hòa bình" tại các buổi hòa nhạc (giơ ngón trỏ và ngón giữa tạo thành hình chữ V). Nhằm kết nối với người hâm mộ, Dio muốn sử dụng động tác tay tương tư. Tuy nhiên vì không muốn bắt chước Osbourne, ông chọn dùng ký hiệu mà bà mình luôn làm. Những chiếc sừng trở nên thịnh hành trong các buổi hòa nhạc metal rất sớm sau tour diễn đầu tiên của Black Sabbath với Dio. Về sau ký hiệu trở thành động tác đặc trưng của những người hâm mộ heavy metal.
Có thể thấy Geezer Butler của Black Sabbath "giơ những chiếc sừng" trong một tấm hình chụp vào năm 1969. Tấm ảnh nằm trong bộ sách CD thuộc album biên tập Symptom of the Universe: The Original Black Sabbath 1970–1978. Đây là minh chứng cho thấy có vài liên hệ giữa "những chiếc sừng" và heavy metal trước cả khi Dio phổ biến nó.
Tôi rất nghi hoặc liệu mình có phải người đầu tiên từng làm vậy không nữa. Nói như thể tôi đã phát minh ra bánh xe, tôi chắc chắn có người đã làm thế ở thời điểm nào đấy rồi. Tôi nghĩ bạn phải nói rằng tôi đã làm động tác trở nên hợp mốt. Tôi dùng nó quá nhiều ở mọi lúc và nó đã trở thành thương hiệu của tôi cho đến khán giả của Britney Spears cũng quyết định làm thế. Thế như kiểu làm mất ý nghĩa của nó vậy... Đó là một biểu tượng mà tôi thấy phản chiếu những gì về ban nhạc [Black Sabbath]. Nó không phải ký hiệu của quỷ như kiểu chúng ta đang ở cùng ma quỷ. Nó là một động tác của Ý mà tôi được truyền lại từ bà tôi, có tên là "Malocchio". Nó dùng để xua đuổi mặt quỷ hoặc ban mắt quỷ, tùy thuộc xem bạn làm như thế nào
Gene Simmons của ban nhạc rock Kiss từng cố chiếm hữu động tác tay "những chiếc sừng của quỷ" cho riêng mình. Theo hãng tin tức CBS News, ngày 16 tháng 6 năm 2017, Simmons đã nộp đơn lên Văn phòng Sáng chế và Nhãn hiệu Hoa Kỳ để lấy nhãn hiệu động tác mà ông thường làm trong các buổi hòa nhạc và xuất hiện trước khán giả — duỗi ngón trỏ, ngón cái và ngón út ra, đồng thời gập ngón áp út và ngón giữa lại (giống như ký hiệu ILY nghĩa là "Anh yêu em" trong ngôn ngữ ký hiệu Mỹ). Theo lời Simmons, động tác tay này lần đầu được ông sử dụng với mục đích thương mại vào ngày 14 tháng 11 năm 1974. Ông cho rằng động tác tay nên được đăng ký nhãn hiệu cho "mảng giải trí, cụ thể là các buổi trình diễn nhạc sống của một nghệ sĩ âm nhạc [và] những lần xuất hiện cá nhân của một nghệ sĩ âm nhạc." Simmons đã rút lá đơn này vào ngày 21 tháng 6 năm 2017.
Ban nhạc kawaii metal người Nhật Bản Babymetal sử dụng ký hiệu kitsune (là biến thể từ những ký hiệu sừng của riêng họ), nhằm tượng trưng cho vị thần của riêng nhóm, Thần Vĩ (Thần Cáo). Cách làm ký hiệu là chụm ngón giữa, ngón áp út và ngón cái thành hình mõm cáo, còn ngón trỏ và ngón áp út thì duỗi ra hợp thành hình tai cáo.

### Liên lạc điện tử
Trong giao tiếp bằng phím đánh chữ điện tử, ký hiệu sừng được thể hiện qua bằng các mã biểu tượng cảm xúc \../, \m/ hoặc |m| và đôi khi là /../. Ký tự U+1F918 🤘 SIGN OF THE HORNS của Unicode được giới thiệu trong Unicode 8.0 là một emoji vào ngày 17 tháng 6 năm 2015.

### Ký hiệu tay của băng đảng
Động tác tay "ký hiệu sừng" được dùng trong tiểu văn hóa tội phạm băng đảng nhằm chỉ thành viên hoặc liên kết tới hội Mara Salvatrucha. Ý nghĩa của ký hiệu vừa ngụ ý "những chiếc sừng quỷ" ngược với chữ cái Latin 'M', vừa thể hiện sự bất trị và dữ tợn theo hàm ý quỷ rộng hơn.

### Văn hóa thể thao

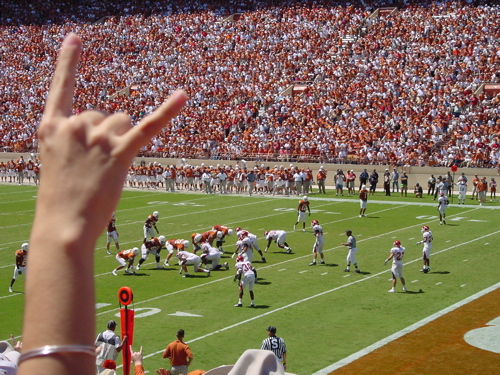
Một cổ động viên giơ ký hiệu Hook 'em Horns trong một trận bóng bầu dục của Texas đối đầu với Arkansas.

Hook 'em Horns là khẩu hiệu và động tác tay của Đại học Texas tại Austin. Sinh viên và cựu học viên của trường dùng lời chào kết hợp của cụm từ "Hook 'em" (hoặc "Hook 'em Horns") và cũng dùng cụm từ nhằm nói lời chào tạm biệt, chia tay hoặc làm câu kết của một bức thư hoặc câu chuyện. Động tác có ý mô phỏng lại hình chiếc đầu và những chiếc sừng của bò sừng dài Bevo (linh vật của UT).
Những cổ động viên đội Bulls của Đại học Nam Florida sử dụng cùng ký hiệu tay tại các sự kiện thể thao của họ, chỉ khác là bàn tay quay một hướng còn mặt lại quay một nẻo. Việc giơ ngón giữa và ngón áp út duỗi ra là cách người ta thể hiện ký hiệu "Go Bulls". Những người hâm mộ Bison của Đại học Bang Dakota cũng sử dụng động tác tay tương tự, còn có tên là "Go Bison!". Tuy nhiên ngón trỏ và ngón giữa thường hơi cong để bắt chước sừng con bò rừng bison. Những cổ độn viên đội thể thao Wolfpack của Đại học Bang Bắc Carolina thì sử dụng động tác giống vậy với ngón giữa và ngón áp út duỗi ra còn ngón cái gập vào để mô phỏng hàm của sói. Trong khi đó, cổ động viên của đội Anteaters của Đại học California tại Irvine sử dụng động tác tương tự với ngón giữa và ngón áp út duỗi ra để trông giống như đầu của thú ăn kiến.
Một biến thể của động tác tay này còn được dùng trong ngành công nghiệp đấu vật chuyên nghiệp (mà người hâm mộ bộ môn gọi là "Too Sweet"). Động tác có thể đã được cách tân bởi Scott Hall và các thành viên khác của nhóm The Kliq dựa trên động tác tay của tổ chức Grey Wolves theo Sean Waltman, kể từ ấy cụm từ được gắn cho các nhóm đấu vật khác như the nWo và Bullet Club, đồng thời có cả những đô vật lẻ như Finn Bálor. Giới cổ động viên thể thao của Đại học Utah (cụ thể là môn bóng bầu dục và thể dục dụng cụ) sử dụng động tác tay mà ngón trỏ và ngón áp út duỗi thẳng song song với nhau, tạo nên một khối chữ "U."